# Gråkindad siska
Gråkindad siska (Crithagra hyposticta) är en fågel i familjen finkar inom ordningen tättingar. Den förekommer i bergsbelägna skogs- och buskmarker i östra Afrika. Beståndet anses vara livskraftigt.

## Utseende och läte
Gråkindad siska är en liten fink med vass näbb och kluven stjärt. Ovansidan är olivgrön och undersidan ljusgul med viss streckning. Arten liknar diademsiskan, men överlappar knappt i utbredningsområde och skiljer sig genom avsaknad av tydligt ögonbrynsstreck och hos hanen svart ansikte. Sången är en snabb ramsa med högfrekventa kvittringar och visslingar.

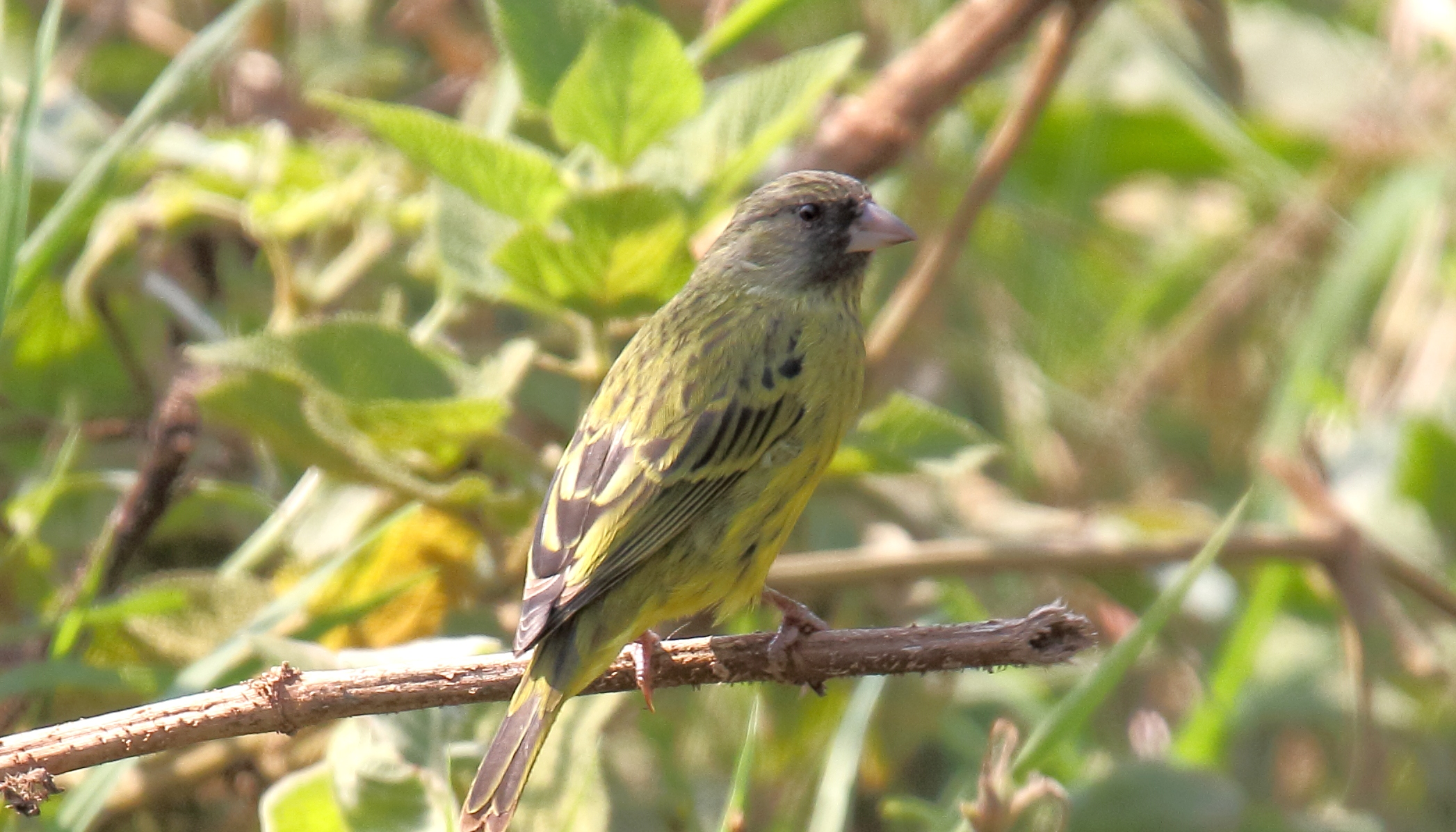

## Utbredning och systematik
Gråkindad siska förekommer i östra Afrika. Den delas in i två underarter med följande utbredning:
- Crithagra hyposticta hyposticta – förekommer från sydöstra Kenya och Tanzania till Malawi
- Crithagra hyposticta brittoni – förekommer i sydöstra Sydsudan och västligaste Kenya

Tidigare placerades den i släktet Serinus, men DNA-studier visar att den liksom ett stort antal afrikanska arter endast är avlägset släkt med t.ex. gulhämpling (S. serinus).

## Levnadssätt
Gråkindad siska hittas på medelhög till hög nivå i olika typer av miljöer, som skogsbryn, trädgårdar, jordbruksmark, fuktiga buskmarker och skogslandskap. Den ses vanligen i små flockar.

## Status
Arten har ett stort utbredningsområde och beståndet anses stabilt. Internationella naturvårdsunionen IUCN listar den därför som livskraftig (LC).